# Heterocercus
A Heterocercus a madarak osztályának verébalakúak (Passeriformes) rendjébe és a piprafélék (Pipridae) családjába tartozó nem. Tudományos neve a görög " heteros" szó, azaz a "különböző" és a kerkos, azaz a "farok" kombinációjából áll.

## Rendszerezésük
A nemet Philip Lutley Sclater angol ornitológus írta le 1862-ben, jelenleg az alábbi 3 faj tartozik ide:
- Heterocercus aurantiivertex
- Heterocercus flavivertex
- Heterocercus linteatus

## Előfordulásuk
Dél-Amerika északi részén honosak. A természetes élőhelyük szubtrópusi és trópusi erdők és cserjések.

## Megjelenésük
Testhosszuk 14 centiméter körüli.

## Életmódjuk
Gyümölcsökkel és rovarokkal táplálkoznak.

## További információ
- Képek az interneten a nembe tartozó fajokról